# ونمیسا، شهرستان لانه ویرو
ونمیسا، شهرستان لانه ویروس (به لاتین: Vanamõisa, Lääne-Viru County) یک روستا در استونی است که در دهستان هالیالا واقع شده‌است.